# Marion-Handley
Marion-Handley war eine US-amerikanische Automarke.

## Vorgeschichte
J.I. Handley war Präsident der 1914 geschlossenen American Motors Company in Indianapolis (Indiana) gewesen (Marke American, Modell American Underslung). Danach war er zur Willys-Overland Company gegangen und hatte deren Tochtergesellschaft Marion Motor Car Company, ebenfalls in Indianapolis, geleitet. Nach einer massiven Finanzkrise des Konzerns, die beinahe zu dessen Zusammenbruch geführt hätte, organisierte Handley noch im Sommer 1914 die Übernahme der Marion Motor Car Company. Mit der Trennung von John North Willys stand allerdings auch der Vertriebskanal über das Händlernetz von Willys-Overland nicht mehr zur Verfügung.
Handley gründete im Dezember 1914 mit der Mutual Motors Company in Jackson (Michigan) eine Auffanggesellschaft mit der Absicht, einen Nachfolger des bis zuletzt respektierten Marion-Personenwagens herzustellen. Kurz darauf wurde mit der Imperial Automobile Company in Jackson ein zweiter Automobilhersteller angegliedert. Dieser war Produzent eines eher lokal bekannten Personenwagens der Marke Imperial (es gab mehrere, voneinander unabhängige Marken dieses Namens). Ende 1915 lief diese Produktion aus, was darauf hindeutet, dass es Handley nicht um dieses Unternehmen gegangen war, sondern um dessen Produktionsanlagen.

## Marion-Handley

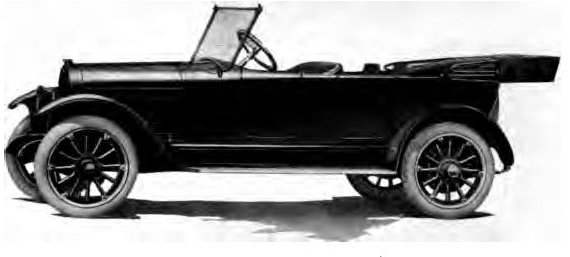
Marion-Handley Model K Touring (1916)

Der Marion-Handley gelangte zum Modelljahr 1916 in den Verkauf, zunächst als Modell K, der als zweisitziger Roadster und fünfsitziger Touring angeboten wurde. Dieser Sechszylinder war mit einem Listenpreis von US$ 1090 für jede der beiden Varianten ein attraktives Angebot in der damaligen Mittelklasse.
1917 wurde der K vom 6-40 abgelöst, dem ein größerer 6-60 zur Seite gestellt wurde. Beide waren sowohl als – nun viersitziger – Roadster wie auch als siebensitziger Touring erhältlich. Die Preise lagen bei je US$ 1275 für den 6-40 und US$ 1575 für den 6-60. 1918 blieb nur der 6-60 als Touring im Programm; dies zum unveränderten Preis.
Insgesamt wurden in drei Modelljahren 2083 Marion-Handley produziert:
- 1916: 726 Exemplare[5]
- 1917: 829 Exemplare[5]
- 1918: 526 Exemplare[5]

### Technik
Der Marion-Handley war ein sehr konventionelles Automobil mit zuverlässiger Technik und sollte der Nachfolger des sehr bekannten Marion werden. Die Wagen waren mit wassergekühlten, seitengesteuerten Continental-Sechszylindermotoren ausgestattet. Im K und im 6-40 waren sie mit 22,5 Steuer- und 40 Leistungs-PS (nach N.A.C.C.) eingetragen, der 6-60 wurde mit 29 PS versteuert und leistete 60.
Die Modelle K und 6-40 besaßen einen Radstand von 3048 mm und das Modell 6-60 einen von 3175 mm. Der erste Marion-Handley, Modell K, war deutlich kleiner als der letzte Marion Model G und kostete auch nur die Hälfte. Alle Marion-Handley waren sog. Assembled Cars, die aus zugekauften Komponenten montiert wurden. Dies war eine verbreitete Fertigungsmethode, der Markt nahm solche Fahrzeuge aber zunehmend schlecht auf. Beim Tourenwagen waren Holzspeichenräder Standard, aber beim Roadster gab es auf Wunsch Drahtspeichenräder. Die 1917 eingeführten viersitzigen Roadster entsprachen dem Zeitgeschmack.

## Modelle
| Modell | Bauzeitraum | Zylinder | Leistung | Radstand | Karosserie       | Listenpreis |
| ------ | ----------- | -------- | -------- | -------- | ---------------- | ----------- |
| K      | 1916        | 6 Reihe  | 40 PS    | 3048 mm  | Roadster (2 Pl.) | $ 1090      |
| K      | 1916        | 6 Reihe  | 40 PS    | 3048 mm  | Touring (5 Pl.)  | $ 1090      |
| 6–40   | 1917        | 6 Reihe  | 40 PS    | 3048 mm  | Roadster (4 Pl.) | $ 1275      |
| 6–40   | 1917        | 6 Reihe  | 40 PS    | 3048 mm  | Touring (7 Pl.)  | $ 1275      |
| 6–60   | 1917        | 6 Reihe  | 60 PS    | 3175 mm  | Roadster (4 Pl.) | $ 1575      |
| 6–60   | 1917–1918   | 6 Reihe  | 60 PS    | 3175 mm  | Touring (7 Pl.)  | $ 1575      |